# James Rodney Richard
James Rodney Richard, ameriški bejzbolist, * 7. marec 1950, Vienna, Louisiana, ZDA, † 4. avgust 2021, Houston, ZDA.
Richard je bil poklicni metalec, ki je svojo celotno poklicno pot preigral kot član moštva Houston Astros v ligi MLB.
Po končani srednji šoli ga je v 1. krogu nabora lige MLB leta 1969 z drugo izbiro izbrala ekipa iz Houstona.  Od svojega prvega nastopa v ligi MLB leta 1971 pa vse do leta 1975 je v moštvu igral precej nepomembno vlogo - v nobeni izmed teh sezon ni metal več kot 72 menjav.  Leta 1975 je prvič celotno sezono odigral v vlogi začetnega metalca.
Med letoma 1976 in 1980 je bil eden najboljših metalcev v ligi. Narodno ligo je dvakrat vodil v izločitvah z udarci, enkrat v povprečju dovoljenih tekov in trikrat v udarcih na devet menjav. Med letoma 1976 in 1979 je v vsaki sezoni zmagal vsaj 18-krat.  30. julija 1980 je med podajanjem žoge pred tekom utrpel infarkt, nemudoma pa so ga pospremili v bolnišnico, kjer so mu med urgentno operacijo odstranili življenjsko ogrožujoči krvni strdek, ki ga je imel v svojem vratu. Pri starosti 30 let se je moral zaradi svojega zdravstvenega stanja iznenada upokojiti.  313 izločitev z udarci, ki jih je zbral leta 1979, je še vedno rekord sezone igralca moštva Houston Astros, do leta 1987 pa je držal tudi rekord ekipe v izločitvah z udarci v karieri (1.493).
Leta 1981 se je poskušal vrniti k poklicnem igranju, a je zaradi kapi bil precej slabše odziven, slabše pa je bilo tudi njegovo globinsko zaznavanje. Naslednjih nekaj let je preživel v nižjih podružnicah ekipe, leta 1984 pa se je ekipa dokončno odrekla njegovim uslugam. Po koncu svoje poklicne poti se je vpletel v nekaj neuspešnih poslov ter se dvakrat ločil, kar se je končalo s tem, da je leta 1994 postal brezdomec. Zavetje je našel v lokalni cerkvi in kasneje postal duhovnik.